# 30 липня
30 липня — 211-й день року (212-й у високосні роки) за григоріанським календарем. До кінця року залишається 154 дні.

## Свята і пам'ятні дні

### Міжнародні
- Всесвітній день вишивки.
- ООН: Міжнародний день дружби
- ООН: Всесвітній день боротьби з торгівлею людьми

### Національні
- Вануату: Національне свято Республіки Вануату; День Незалежності (1980)
- Марокко: Національне свято Королівства Марокко; День трону (1999)
- Парагвай: Діа-Аміго. (Día del Amigo)
- США: Національний день чизкейка.

### Релігійні

#### Християнство
Католицизм
- День Святого Петра Хризолога, Учителя Церкви.

Православ'я
- Апостолів. від 70-х: Сили, Силуана, Крискента, Єпенета й Андроника.
- Мученика Іоана, воїна.
- Мучеників Поліхронія, єпископа Вавилонського, Парменія, Єлими і Хрисотеля, пресвітерів, Луки і Муко, дияконів, Авдона і Сеніса, князів Персидських, і мучеників Олімпія і Максима.
- Свяшенномученика Валентина (Уалентина), єпископа, і трьох учнів його – мучеників Прокули, Єфива та Аполлонія і праведного Авундія.
- Преподобної Ангеліни, правительки Сербської[2].

### Іменини
Православ'я: Іван, Олімпій, Максим, Валентин

## Події
- 1419 — Празька дефенестрація, вбивство гуситами членів міської ради Праги. Розпочався Гуситський рух — багаторічна боротьба народу Чехії проти феодальної експлуатації, німецького засилля та католицької церкви.
- 1502 — Христофор Колумб вперше зустрів представників народу мая.
- 1793 — у Канаді почалося будівництво Йорка (тепер Торонто).
- 1840 — Микола І заборонив використання назви «Білорусь», замінивши її на «губернії Північно-Західного краю».
- 1863 — До Київського цензурного комітету міністр внутрішніх справ Російської імперії Петро Валуєв надіслав таємний циркуляр проти української мови й українських видань, відомий як Валуєвський указ.
- 1895 — у Львові відкрили музей Наукового Товариства імені Т.Шевченка (1951 року ввійшов до складу львівського державного Музею етнографії та художнього промислу).
- 1898 — у Москві урочисто відкрита перша міська каналізація.
- 1900 — у Британії заборонена дитяча праця в шахтах.
- 1920 — РНК прийняла постанову «Про ліквідацію мощей у Всеросійському масштабі».
- 1920 — створено Українську Військову Організацію під проводом Євгена Коновальця.
- 1941 — Уряд СРСР та емігрантський польський уряд підписали угоду про взаємопідтримку у війні проти Німеччини й створення на території СРСР польських військових формувань.
- 1944 — РНК УРСР і ЦК КП(б)У прийняли ухвалу про заходи боротьби з дитячою безпритульністю й бездоглядністю в Україні.
- 1956 — на американських доларах з'явилося гасло «In God We Trust».
- 1974 — Квебек оголосив французьку мову єдиною офіційною.
- 1984 — на телеканалі NBC почався показ серіалу «Санта-Барбара».
- 2016 — американський парашутист Люк Айкінс успішно здійснив перший в історії стрибок з висоти 7600 м без парашута.

## Народились
Дивись також Категорія:Народились 30 липня
- 1511 — Джорджо Вазарі, італійський архітектор, історик мистецтва.
- 1751 — Марія Анна Моцарт, австрійська піаністка, клавесиністка, композиторка та музична педагогиня, старша сестра Вольфганга Амадея Моцарта.
- 1818 — Емілі Бронте, англійська письменниця та поетеса, авторка роману «Буремний перевал».
- 1863 — Генрі Форд, конструктор автомобілів, засновник корпорації «Форд Мотор».
- 1872 — Олексій Кримов, український хірург.
- 1884 — Софія Налепинська-Бойчук, українська художниця-графікеса.
- 1898 — Генрі Спенсер Мур, видатний британський скульптор-абстракціоніст; був одружений з киянкою Іриною Радецькою, яка створювала ландшафти для його скульптур.
- 1912 — Євген Волобуєв, український художник.
- 1914 — Павло Муравський, видатний український хоровий диригент і педагог.
- 1928 — Богдан Жружинець, український живописець.
- 1930 — Юрій Бєлов, російський актор. Знявся у фільмі «Карнавальна ніч», «Королева бензоколонки» та ін.
- 1947 — Арнольд Шварценеггер, американський актор, культурист, політик, 38-й губернатор штату Каліфорнія.
- 1947 — Марк Болан, англійський співак, гітарист, засновник і лідер рок-гурту T. Rex.
- 1948 — Жан Рено, французький актор.
- 1953 — Юрій Шаповал, доктор історичних наук, керівник Центру історичної політології Інституту політичних і етнонаціональних досліджень ім. І. Ф. Кураса НАН України.
- 1964 — Юрген Клінсманн, німецький футболіст, тренер.
- 1970 — Крістофер Нолан, кінорежисер, продюсер.
- 1972 — Олесь Санін, український кінорежисер, актор, оператор, продюсер, музикант і скульптор.

## Померли
Дивись також Категорія:Померли 30 липня
- 1771 — Томас Грей, англійський поет.
- 1814 — Яким Нахімов, український поет-сатирик.
- 1898 — Отто фон Бісмарк, перший канцлер Німецької імперії, який здійснив план об'єднання Німеччини (1871—1890).
- 1918 — Герман фон Ейхгорн, командувач німецькими військами в Україні (1918), фельдмаршал.
- 1992 — Джо Шустер, канадо-американський художник книг коміксів, найвідоміший створенням персонажа DC Comics Супермена.
- 1994 — Дженіс Картер, американська акторка.
- 1996 
  - Магда Шнайдер, німецька акторка. Мати акторки Ромі Шнайдер.
  - Клодет Кольбер, американська акторка кіно, театру й телебачення, лауреатка премії «Оскар».
- 2003 
  - Сем Філліпс, американський продюсер, виробник платівок.
  - Ева Кшижевська, польська акторка.
- 2007 
  - Мікеланджело Антоніоні, італійський кінорежисер.
  - Інґмар Берґман, шведський кінорежисер.
- 2009 — Петер Цадек, німецький театральний режисер.
- 2010 — Микола Мозговий, український естрадний співак, композитор-пісняр.
- 2020 — Лі Денхуей, тайванський політик, президент Республіки Китай з 1988 по 2000.